# عزیز بودرباله
عزیز بودرباله (عربی: عبد العزيز بودربالة الإدريسي؛ زادهٔ ۲۶ دسامبر ۱۹۶۰) بازیکن سابق فوتبال اهل مراکش است.
وی ۶۱ بازی برای تیم ملی فوتبال مراکش بازی انجام داده است و عضو این تیم در جام جهانی فوتبال ۱۹۸۶ بوده است.